# Le Curé de Cucugnan
Le Curé de Cucugnan est un sermon recueilli par Auguste Blanchot de Brenas en 1858, qu'Alphonse Daudet a rendu populaire sous la forme d'une nouvelle publiée dans L’Événement du 28 octobre 1866, puis dans les Lettres de mon moulin en 1869. Daudet y traduit Lou curat de Cucugnan de Roumanille.

## Résumé
À Cucugnan, dans l'Aude, la foi n'est plus présente. Le curé raconte dans un sermon qu'il a rêvé qu'il allait au Paradis puis au Purgatoire et n'y trouvait pas les habitants décédés de Cucugnan ; il les a trouvés en Enfer. Il fait alors le projet de confesser tout le village et de redonner la foi à tous les habitants.

## Auteurs
En 1858 un jeune voyageur, Auguste Blanchot de Brenas, entend le sermon dans un village des Corbières. Il relate son voyage sous la forme d'un feuilleton publié sous le titre Avec mon ami Félix dans l'hebdomadaire La France littéraire, artistique et scientifique. Le sermon du curé de Cucugnan apparaît dans le numéro du 30 juillet 1859. Blanchot y affirme que la scène se situe dans un hameau où la ferveur était en décroissance et qu’il appelle Cucugnan. Il précise en note que « l’anecdote n’a pas eu lieu à Cucugnan : ce nom a été pris au hasard pour ne froisser aucune susceptibilité ».
En 1866, le félibre Joseph Roumanille rédige une version provençale du texte de Blanchot de Brenas qu'il publie dans l'Armana prouvençau sous le titre Lou curat de Cucugnan.
Alphonse Daudet traduit le texte de Roumanille qu'il publie la même année, accompagné de l'incipit suivant : « Tous les ans, à la Chandeleur, les poètes provençaux publient en Avignon un joyeux petit livre rempli jusqu’aux bords de beaux vers et de jolis contes. Celui de cette année m’arrive à l’instant, et j’y trouve un adorable fabliau que je vais essayer de vous traduire en l’abrégeant un peu… ». Il ajoute dans l'explicit : « Et voilà l’histoire du curé de Cucugnan, telle que m’a ordonné de vous la dire ce grand gueusard de Roumanille, qui la tenait lui-même d’un autre bon compagnon ». Daudet a raccourci le texte de Roumanille, omettant un passage où est décrit le stratagème utilisé par le curé pour que tout le village vienne écouter son sermon (la découverte d'un trésor).
La version de Daudet devient immédiatement célèbre. Aussi Blanchot de Brenas réclame à Daudet et Roumanille la paternité du texte. Sans réponse de leur part il menace Roumanille d'un procès pour plagiat. Celui-ci arrive à faire traîner les choses et échappe au procès grâce à la mort de Blanchot en 1877.
Depuis, de nombreuses versions ont vu le jour, presque toutes inspirées du texte de Daudet, notamment celle de l'audois Achille Mir, dans le tome 3 de ses œuvres complètes, Countes en proso e en vèrs, sous le titre Lou sermou dal Curat de Cucugna en 1884 et celle de Frédéric Estre, sous le titre Lou curat de Cucugnan en prouvençau en 1878. Quant à Blanchot de Brenas, il reste oublié et sa paternité du texte souvent contestée à tort. Victime d'un véritable plagiat que Roumanille a reconnu, Blanchot de Brenas n'a cependant pas inventé le sermon puisqu'il l'a recueilli auprès d'un habitant des Corbières. Mais il l'a rédigé à sa manière et l'a doté d'un titre amusant qui a contribué au succès de l'histoire.
Car ce sermon est un récit exemplaire que les curés des Corbières racontaient sous diverses variantes. Charles Pélissier affirme que l'abbé Ruffié, curé de Cucugnan au milieu du XIXe siècle, aurait prononcé en chaire un sermon de la même veine. On connaît par ailleurs une variante moins connue du sermon, intitulée le Sermon du père Bourras de Ginestas, recueillie dans les années 1850 par le narbonnais Hercule Birat, qui l'a adaptée et publiée en 1860. Dans le premier volume de ses Poésies narbonnaises, dans le « Cinquième entretien », l'auteur annonce à l'Aristarque, à propos de la commune de Ginestas : « Je vais travailler à un sermon que je ferai prononcer au père Bourras » et il invoque la « tradition patoise » qui exposait ainsi l'arrivée du curé aux portes du Paradis, puis du Purgatoire : 
« — Pam, pam, pam ! — Qui tusto dè bas ? 

— Lou pèro Bourras — Cal demandats ?

— Dé géns dé Ginestas — Aïcis y gna pas, anats pus bas »,

puis à celle de l'Enfer :

« — Pam, pam, pam ! — Qui tusto dè bas ?

 — Lou pèro Bourras — Cal demandats ?

 — Dé géns dé Ginestas — Dintrats, dintrats ! y’n manco pas »
— Hercule Birat, Poésies narbonnaises en français ou en patois, suivis d'entretiens sur l'histoire, les traditions, les légendes, les mœurs, etc., du pays narbonnais, tome premier, E. Caillard, 1860, p. 684.
Ce thème se retrouve chez Daudet : « — Pan, pan ! — Qui frappe me fait une voix rauque et dolente. — Le curé de Cucugnan ». 
Dans le deuxième volume des Poésies narbonnaises, dans le « Sixième entretien », l'auteur dit « « à l'ami lecteur » : « Tu ne prendras que ce que tu voudras de notre bavardage ; mais ne vas pas te dispenser au moins de jeter les yeux sur le sermon si pathétique et si orthodoxe du révérend père Bourras qui en fait partie car il contient des choses très-profitables ; les survivants de ces vieilles ouailles de Ginestas qui, par la négligence, sans doute, de leurs précédents pasteurs, abion toutos saoutat lou parré, s'étaient toutes échappées du bercail et y furent ramenées, sans qu'il en manquât une, par ses salutaires exhortations, peuvent en porter témoignage. » Suit quelques pages plus loin, Le Sermon du père Bourras, en octosyllabes (et en français).

## Adaptations

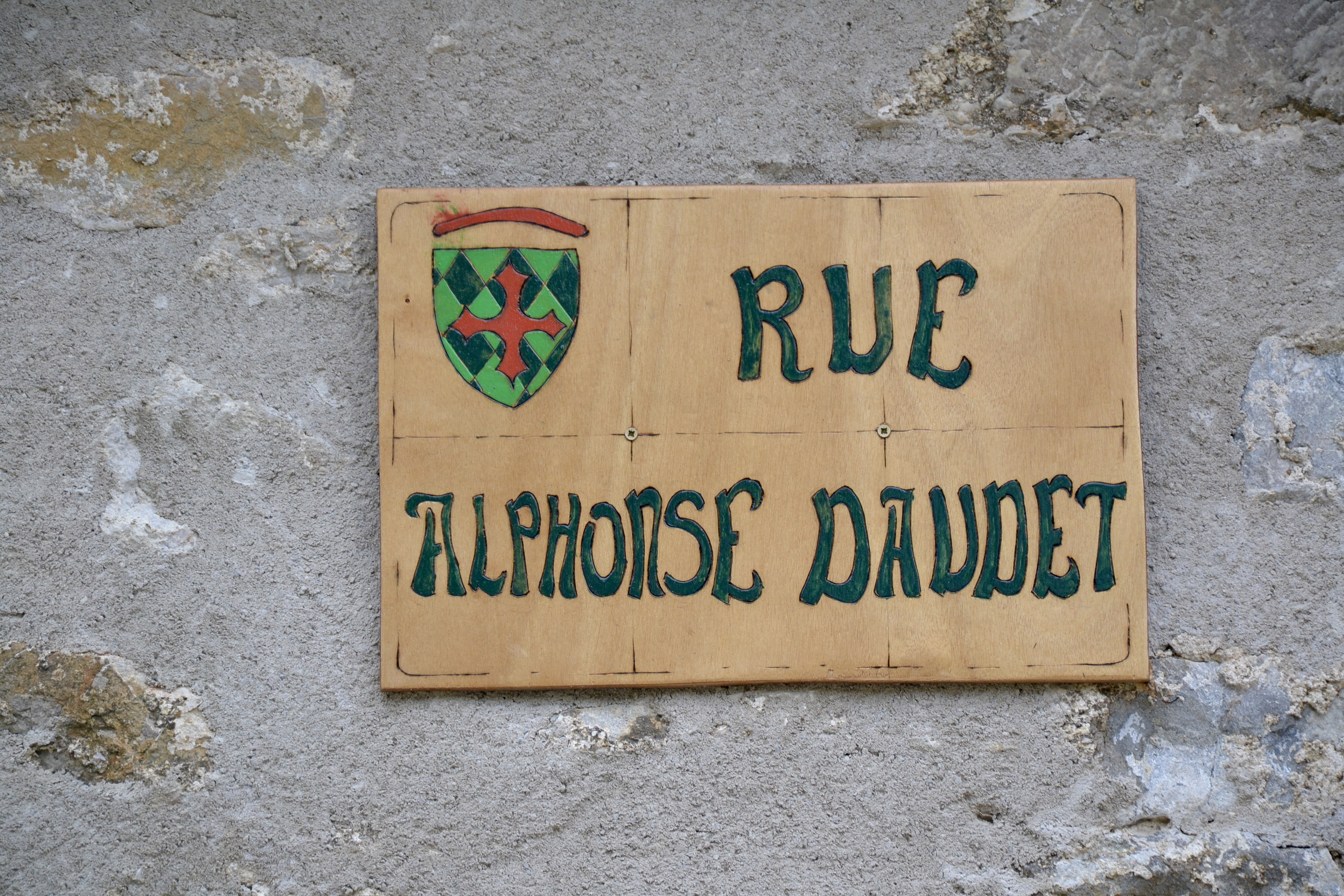
Rue Alphonse Daudet à Cucugnan.

Après l'adaptation cinématographique de trois Lettres de mon moulin en 1954 par Marcel Pagnol, Le Curé de Cucugnan fait l'objet d'une nouvelle adaptation de l'écrivain et cinéaste provençal, en 1968, sous forme de téléfilm de moyen métrage dans lequel le rôle du curé est tenu par Fernand Sardou.
Fernandel a enregistré le Curé de Cucugnan.